# 고하라촌 (시가현)
고하라촌(小原村)은 시가현 고카군에 설치되었던 촌이다. 현재의 고카시에 해당한다.